# Chain O' Lakes-King, Wisconsin
Chain O' Lakes-King este o localitate cu 2,215 loc. (îtextn 2000) situată în comitatul Waupaca County, statul Wisconsin, SUA.